# 温州龙湾国际机场
温州龙湾国际机场，原名温州永强机场，是一個位於中國浙江省溫州市的民用機場，距温州市区21公里。该機場於1990年7月12日開放作为民用机场，工程共计耗资1亿3250萬元人民币。機場能處理波音747-400、空客A340-600。根據2023年中國民用航空局的統計，龍灣國際機場旅客流量為11,688,220人次，在中國機場排行榜當中位列第34；貨物吞吐量106,058.4公噸，位列第31；飛機起降93,364架次，位列第42。

## 历史
温州航空口岸即温州永强机场于1990年正式通航启用。
- 1990年6月，解放军在路桥机场部署歼-8战斗机。7月20日，中華民國空軍以路桥机场为主目标、温州机场为副目标进行侦照。飞至温州机场前，解放军4架歼-8战斗机从路桥机场起飞拦截，双方险些发生空战。这成为中華民國空軍对路桥机场、温州机场进行的最后一次侦照[5]:154—155。
- 2007年12月，机场到市区的城市快速路瓯海大道通车，使永强机场到市区的车行时间从40分钟减至15分钟。
- 2008年11月，温州机场新航站楼投入运行，新航站楼建筑面积22530平方米，有7个安检通道和26个值机柜台，新增4条登机廊桥，并扩建了停机坪，可满足700万年旅客吞吐量的需求。
- 2011年11月11日，温州机场T2航站楼暨综合交通枢纽工程正式开工[6]。
- 2013年10月17日，新跑道于今年8月通过竣工验收并投入使用，温州机场从此告别单跑道无平行道的时代。新跑道位于现有跑道以东262.5米处、长3200米、道面宽45米，拥有双向盲降系统、配备先进的助航灯光，采用LED灯光。投用后，温州机场将实现航班起降量大幅扩能，同时，可以起降空客A330，A340，波音B737等D类E类国际大型客机，满足开辟更多国际航线条件。将为年底罗马航线奠定硬件设施基础。老跑道将被改建为平行滑行道并向南延伸800米。该跑道将能满足2000万年旅客吞吐量的需求.
- 2014年9月1日，温州机场正式启用ACARS系统（飞机通信寻址与报告系统），有效降低航班地面保障时间，提升机场运行效率，帮助航空公司节油降耗。
- 2014年9月，机场集团，联手东航、国航、南航等7家航空公司共同推出“温沪、温穗（深）空中快线”。 目前，温州-上海航班每天运营8班，温州-广州每天11班，温州-深圳每天4班，实现“从早到晚”都有航班。温州机场集团还将根据市场需求，进一步与各航空公司沟通，逐步增加前往上海、广州（深圳）的航班班次。
- 2018年6月1日，温州龙湾国际机场T2航站楼正式启用。[7]

### 国际化

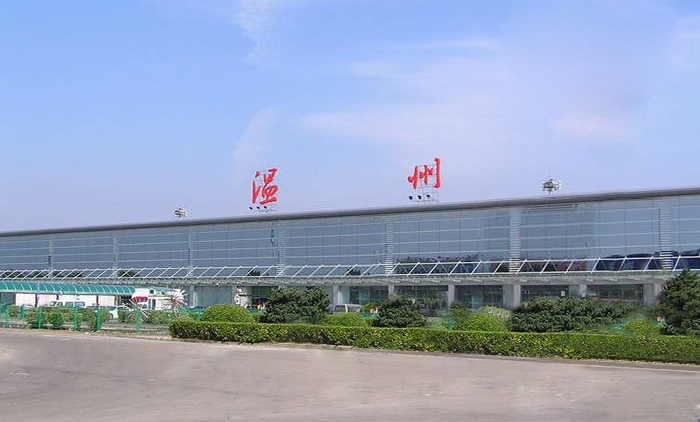
1号航站楼

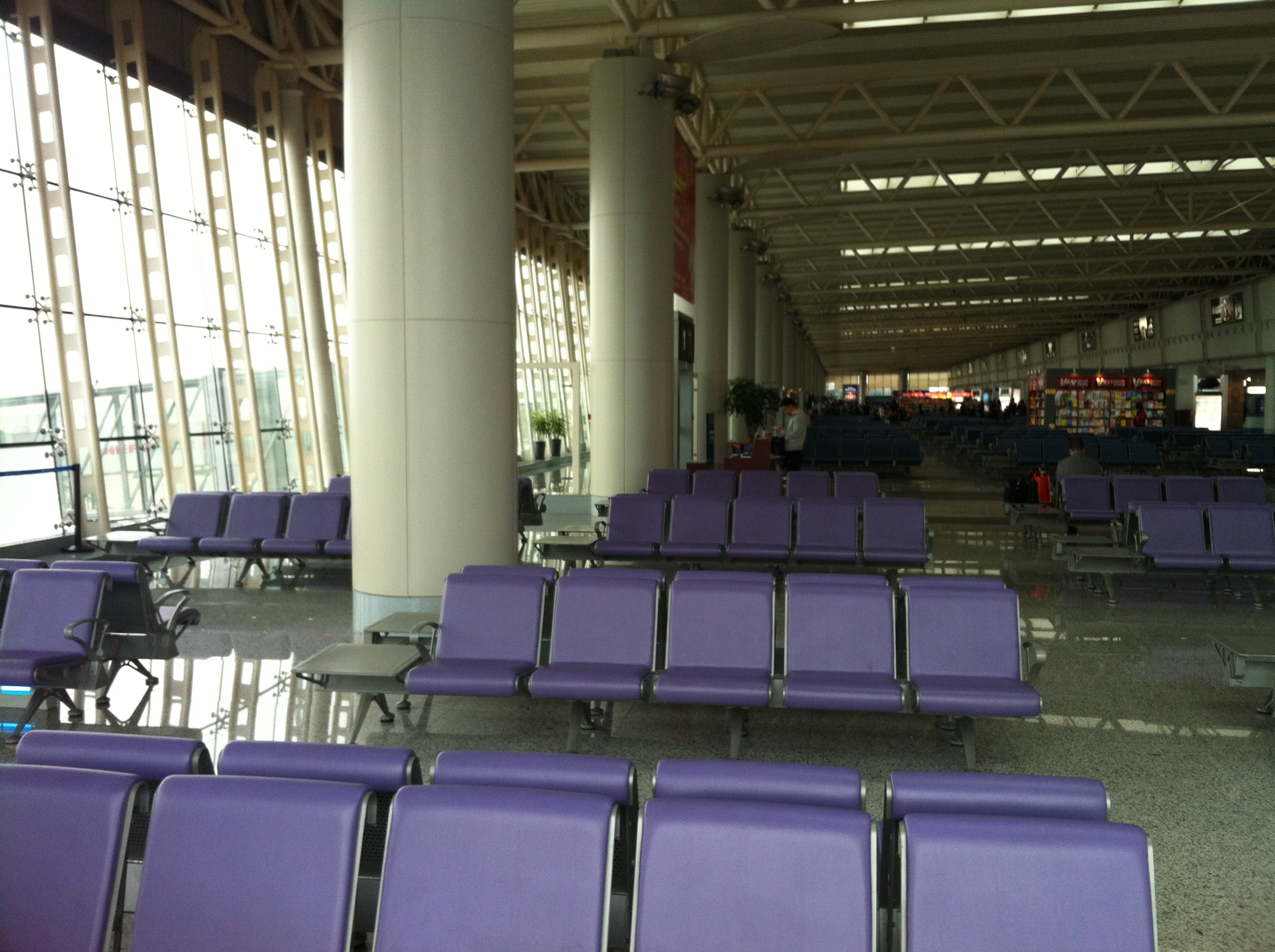
已停用的1号航站楼候机大厅

- 1994年9月，获国务院批准对外开放，只限中国籍飞机飞港澳地区。
- 1995年，开通至澳门航线。1996年，开通至香港航线。
- 2009年9月市政府正式向省政府上报要求温州航空口岸扩大对外籍飞机开放意见的请示。
- 2010年3月，温州航空口岸空域航路开放获南京军区复函同意。
- 2010年4月，省政府向国务院上报要求温州空港口岸扩大对外的请示。
- 2011年6月，国务院批复同意温州机场升级为一类口岸，允许对外国籍飞机开放[8]。
- 2011年12月，海关总署监管司批复同意在温州机场设立国际邮件交换站[9]
- 2011年12月，温州至台湾客运直飞获批[10]。2012年3月25日，华信航空开通温州至台北松山的航线，温州成为两岸直航城市[11]。
- 2012年1月，机场航行资料向国际发布[12]。
- 2012年2月，温州机场正式对境外航空公司开放[13]。
- 2012年7月24日，温州航空口岸正式通过国家验收，全面实现对外籍飞机开放。
- 2012年8月20日，济州航空开通温州到韩国济州岛的包机航线，成为进驻温州机场的首个外籍航班。
- 2013年3月4日，东航开通了直飞泰国曼谷的航线，此为温州首条定期国际航线[14]。
- 2013年4月25日，温州永强机场正式更名为温州龙湾国际机场。[15]
- 2013年12月24日，温州开通直飞意大利罗马的航线，成为继北京、上海、香港后中国第四个直飞罗马的城市，也是中国首个非副省级地级城市与欧洲城市开通直飞航班[16]。
- 2020年1月，武汉市爆发2019冠狀病毒病疫情。龙湾区和机场集团成立疫情防控领导小组，后升级为新型冠状病毒感染肺炎疫情防控联防联控指挥部，对到港旅客进行排查与隔离[17]。随着境外疫情发展，温州机场于2月底对境外到达旅客进行医学排查[18]。而青田县等地方政府于2月底起在机场设立服务组，负责闭环转运国际到达旅客至当地[19]。2020年3月底“五个一”政策及入境集中隔离政策出台后，温州机场已无定期国际客运航班[20]。2020年9月24日恢复澳门航班[21]。
- 2022年10月27日，中国东方航空恢复温州至罗马国际定期客运航线，为机场自疫情来恢复的首条国际航班[22][23]；中国国际航空又于11月28日开通温州-米兰航班[24]。2023年1月9日，印尼城市快线航空开通雅加达至温州直飞航线。[25]该航班也是2023年1月7日中国对新型冠状病毒感染实施“乙类乙管”后，温州机场降落的首个航班[26]；同日还开通金边航线[27]。
- 2024年9月3号，长龙航空开通温州直飞东京成田机场的航班，每周二、四、六各有一班对开的航班。

## 飞行区

### 跑道
温州机场现有一條长3200米(原2400米向南延长800米)，宽45米的平行滑行道，兼做应急跑道。飞行区等级为4E，机坪面积15.4万平方米，可停放59架飞机。在机场平行滑行道东侧有一条长3200米、宽60米的跑道。高峰小时可起降28架次，可保障波音747-400及以下机型起降，能够满足年旅客吞吐量1500万人次的容量要求。

### 航站楼

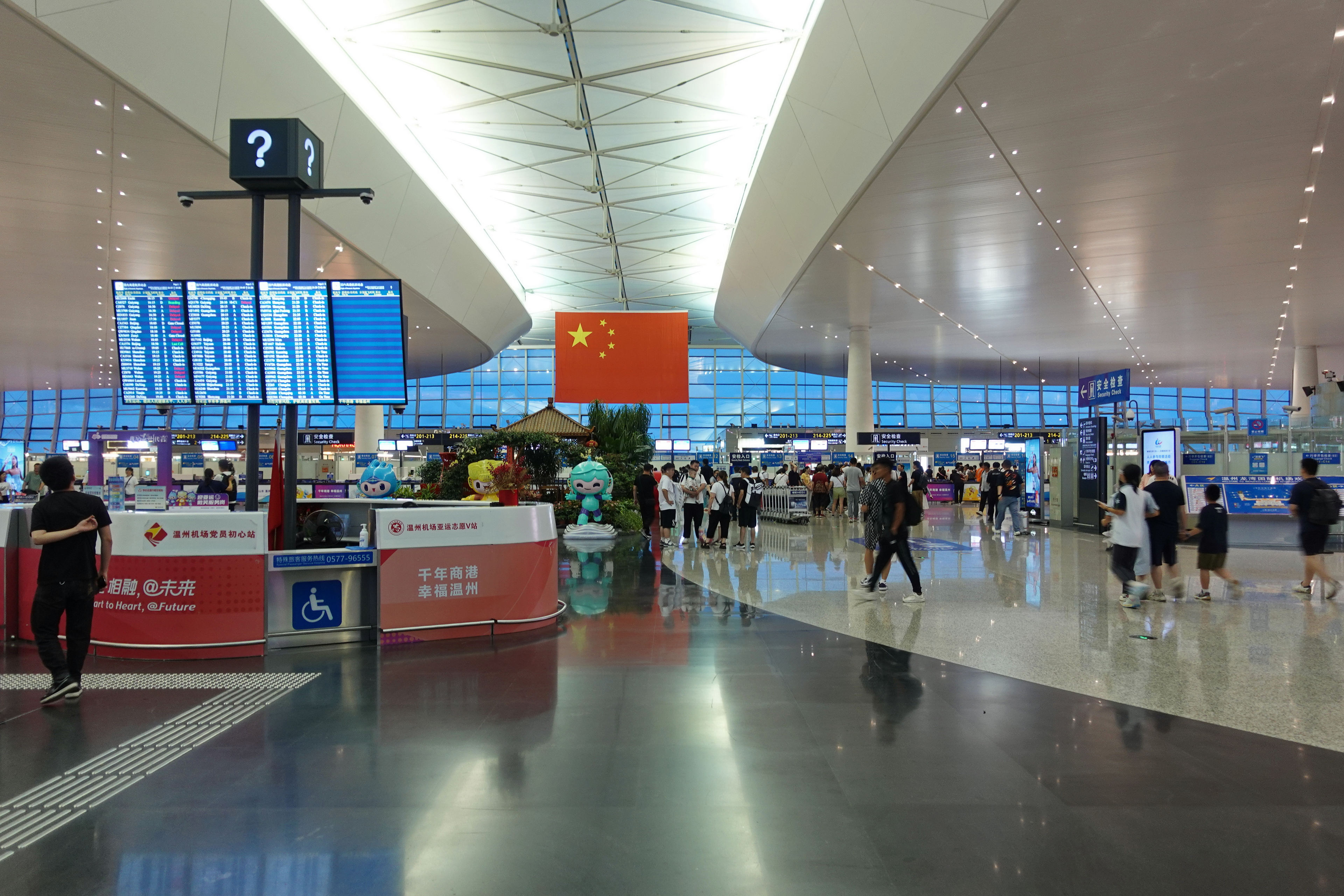
T2航站楼出发大厅

T2航站楼于2014年4月开工建设，2018年2月全面竣工，2018年6月1日正式启用。T2航站楼工程总投资19.6亿元，项目占地35公顷，航站楼总建筑面积11.6万平米，设21座登机桥，22条安检通道，52个值机柜台和6套行李提取系统，能满足年旅客吞度量1300万人次的需求。T1完成国际航站楼转型后，T2将作为国内航站楼使用。。

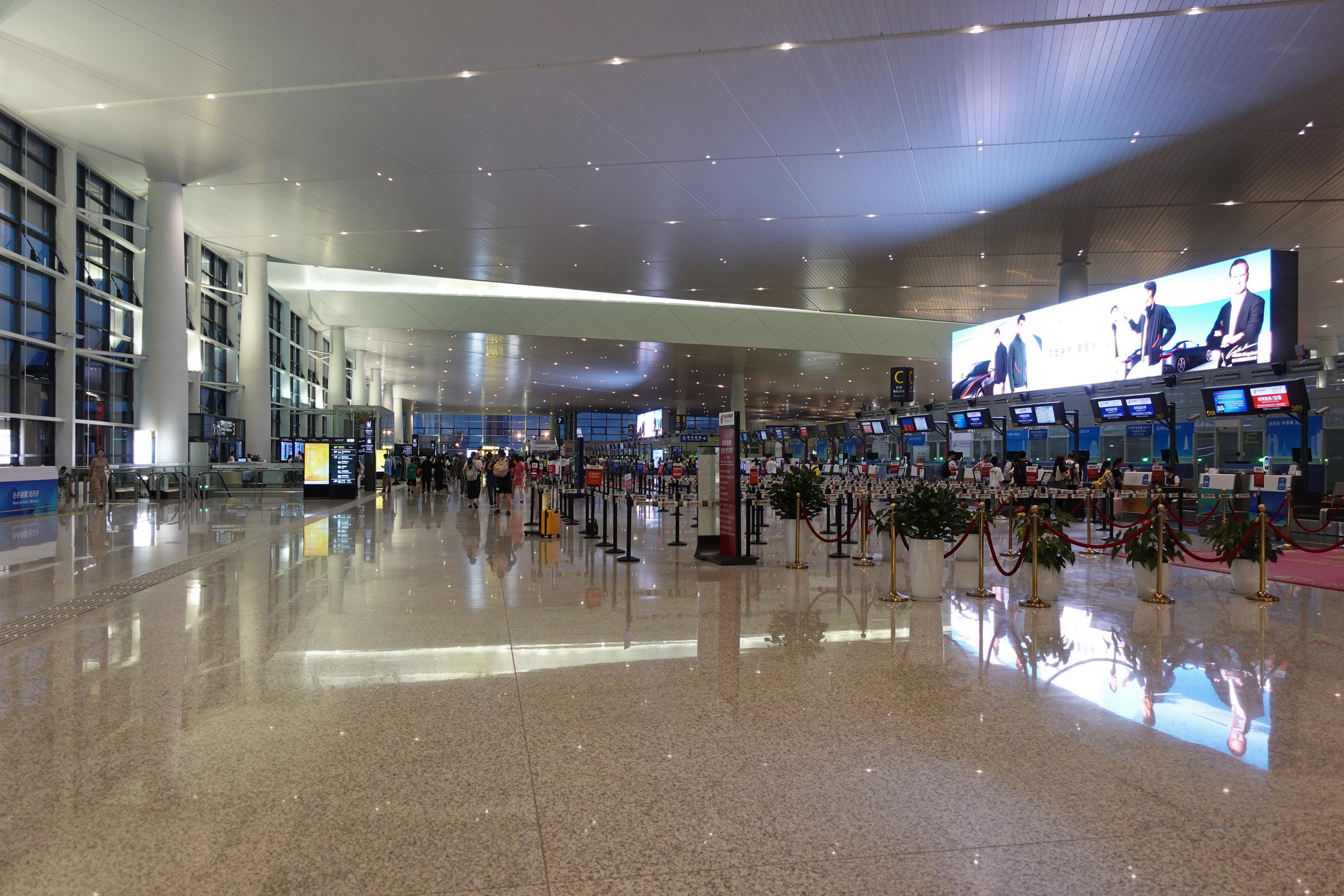
值机区域
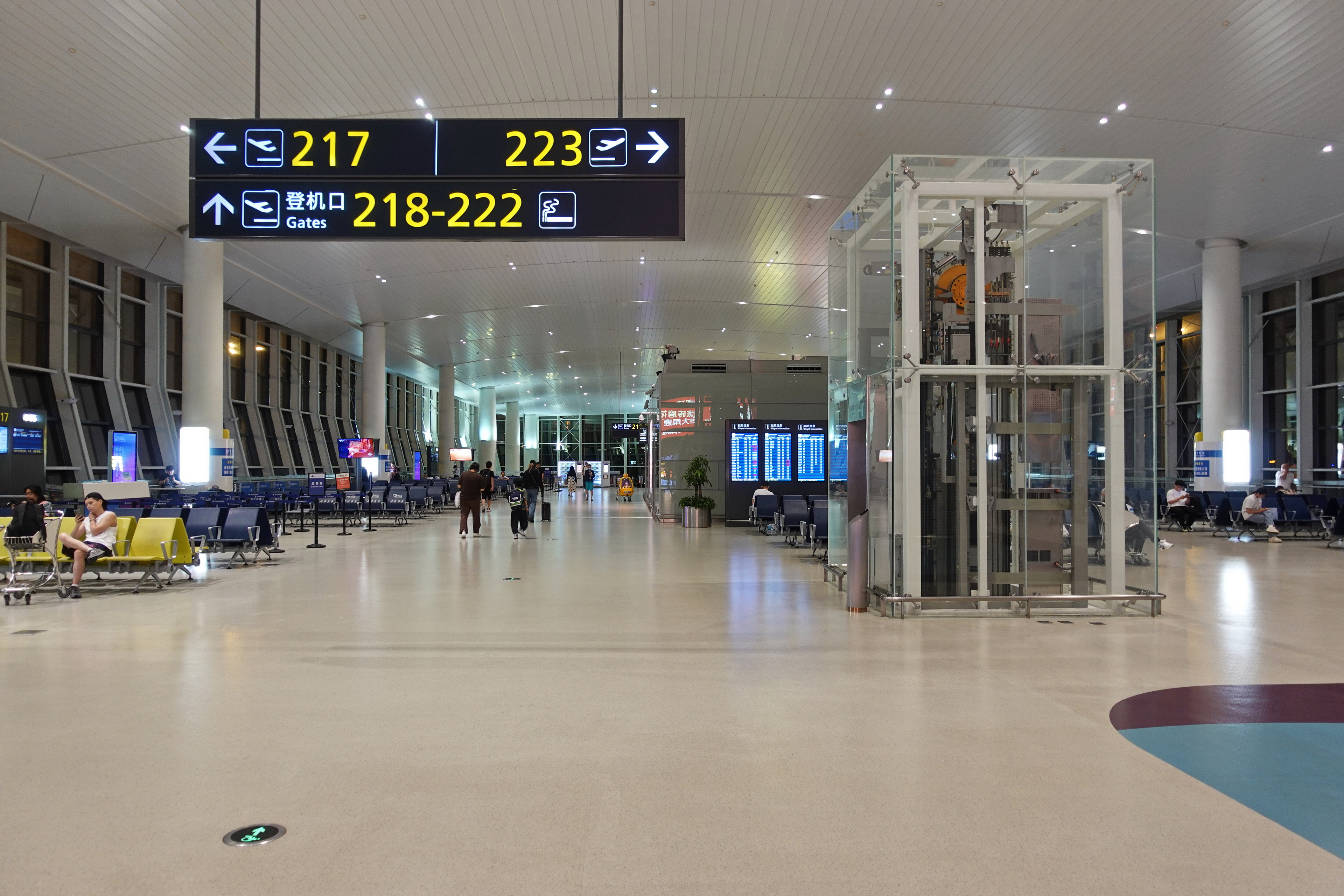
登机口（出发层）
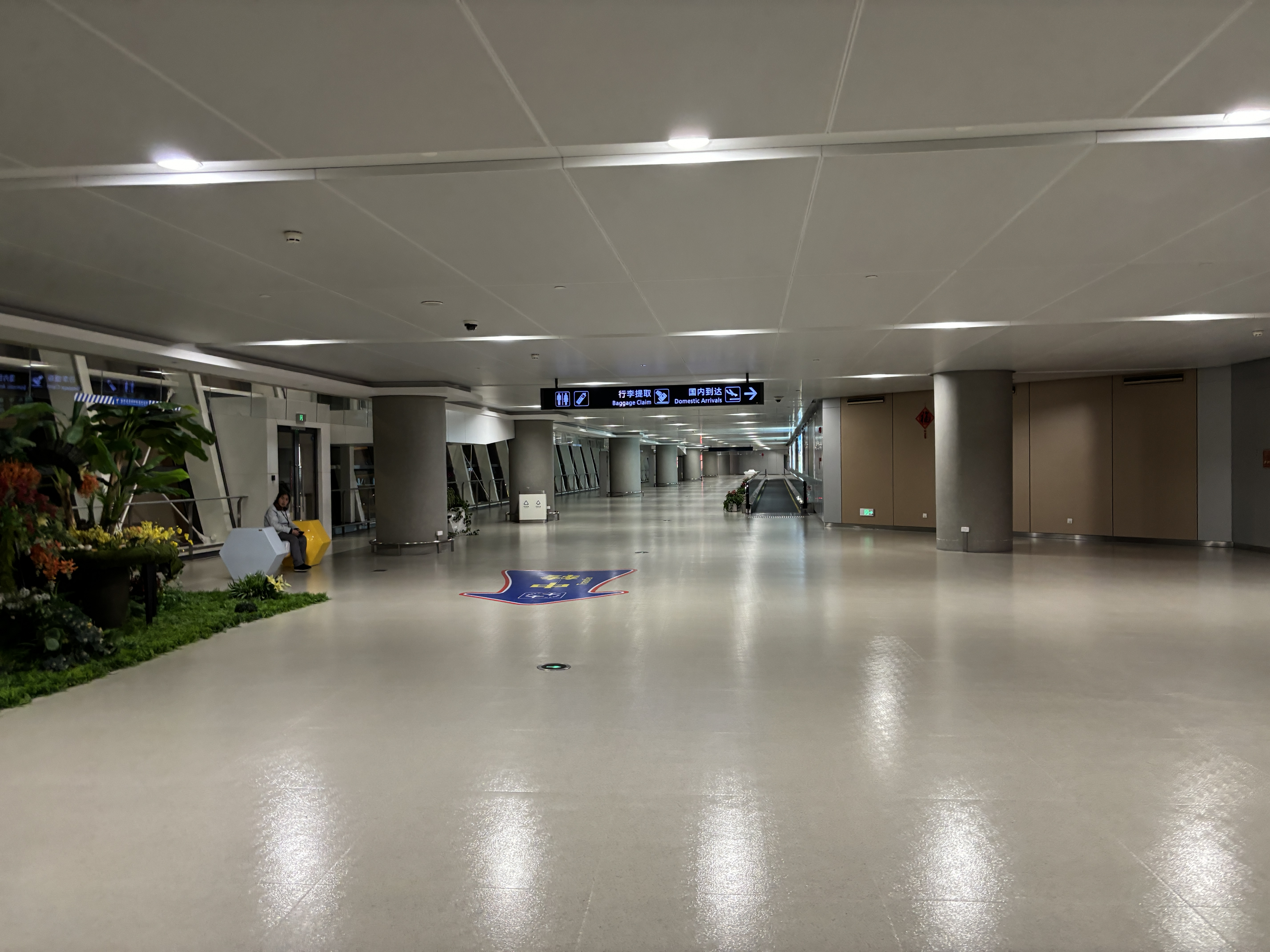
到达层
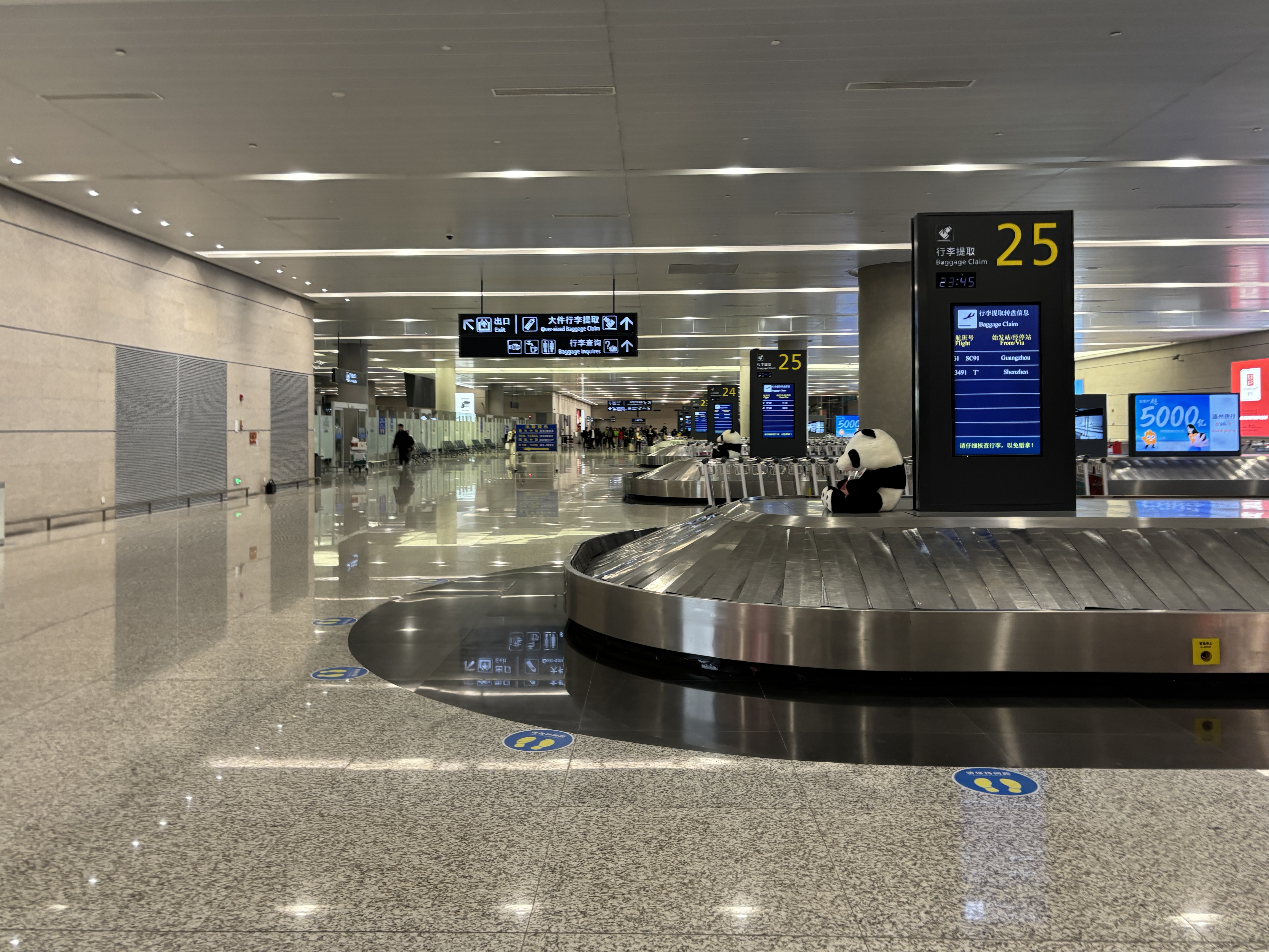
行李提取大厅
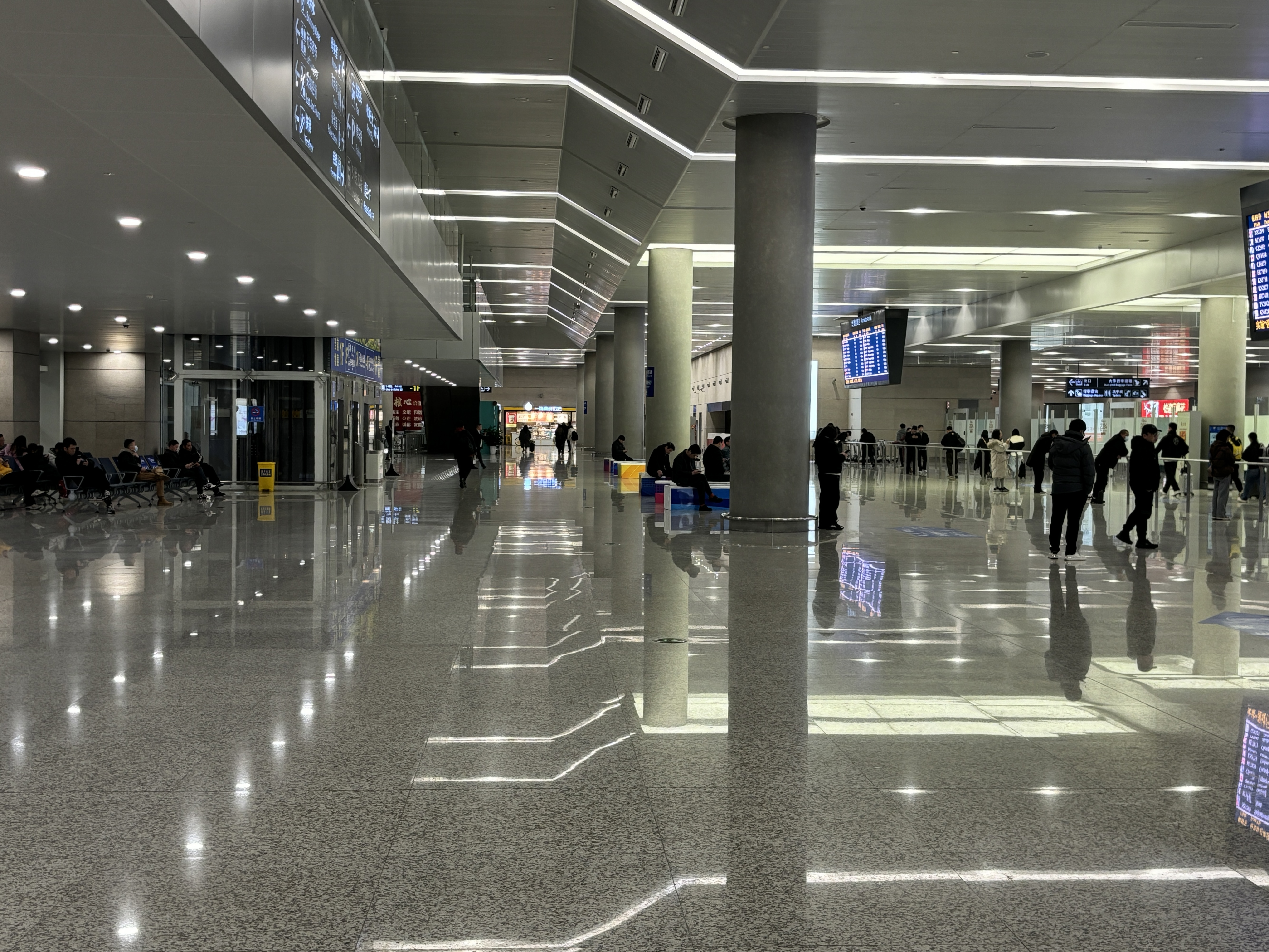
到达大厅

### 空中交通服务通信设施通信频率
- D-ATIS：127.05MHz
- 塔台管制：118.875MHz（118.2MHz）
- 地面管制：121.85MHz

## 地面交通

### 轨道交通

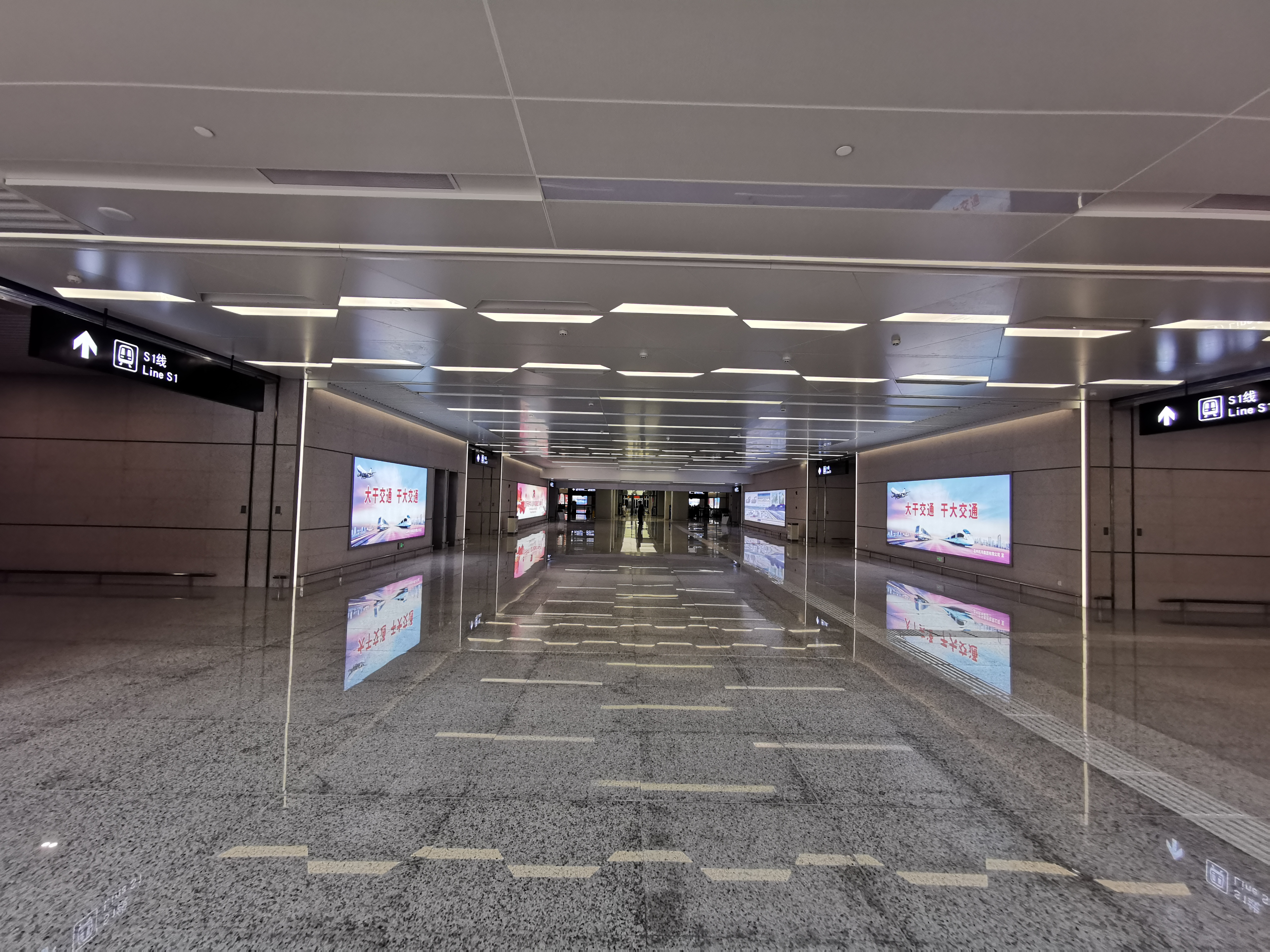
航站楼往轨交车站的连廊

温州市域铁路S1线及S2线经过温州龙湾国际机场T2航站楼。
2019年9月28日，温州轨道交通S1线全线贯通，串联温州动车南站、温州火车站与龙湾国际机场，S2线于2023年8月26日开通运营。地铁机场站设有长度约80米的联络通道，与T2航站楼直接相连，乘客通过通道后可在尽头使用垂梯、自动扶梯或楼梯前往航站楼的不同区域。。

### 机场大巴
机场开设有通往温州市区的机场大巴，终点在汽车西站与汽车南站，全程时间约1小时。此外，温州机场还有大巴开往临近县市。2012年4月17日，温州机场客运站投入使用。目前目前温州机场已经开通至周边瑞安、乐清、平阳、苍南、丽水、青田、福鼎、温岭共计8条地面直通班线。

### 公交车
温州公交41路、71路连接温州龙湾国际机场与温州市区。
温州公交73路连接温州龙湾国际机场与温州火車南站。

## 航空公司與航點

### 境内航线
| 航空公司     | 目的地 |
| ------------ | --- |
| 中国国际航空 | 北京-首都、上海-浦东、广州、重庆、贵阳、成都-双流、成都-天府、西安、兰州、天津、昆明、太原、长春                                                                                            |
| 中国东方航空 | 北京-大兴、上海-浦东、广州、重庆、郑州、成都-天府、西安、兰州、武汉、昆明、太原、南宁、青岛、揭陽、柳州、瀘州、十堰、成都-天府（經停信阳）                                                  |
| 中国南方航空 | 广州、深圳、贵阳、郑州、南宁、武汉、珠海、烏魯木齊（經停长沙） |
| 海南航空     | 北京-首都、广州、深圳、重庆、郑州、武汉、长沙、西安、烏魯木齊 |
| 上海航空     | 上海-虹桥、上海-浦东、重庆、郑州、昆明、珠海、哈尔滨、沈阳、海口、长春、青岛、煙台、济南、大连、济宁                                                                                        |
| 四川航空     | 成都-双流、三亚、哈尔滨、南宁、昆明、張家界、西昌（经南昌/贵阳）、重庆（經停长沙） |
| 深圳航空     | 广州、深圳、三亚、哈尔滨、沈阳、临沂、惠州、湛江 |
| 山东航空     | 济南、青岛、煙台、重庆、贵阳、珠海、桂林、沈阳 |
| 九元航空     | 广州、贵阳、兰州、合肥、哈尔滨、大连、 太原 |
| 成都航空     | 贵阳、南宁、武汉、济南、海口、遵义、成都-双流（經停衡阳）、重庆（經停合肥） |
| 長龍航空     | 北京-首都、贵阳、昆明、珠海、邯鄲、杭州、巴中、畢節、成都-天府（經停襄阳）、重庆（經停黔江）、西双版纳（經停桂林，遵义/新舟）                                                               |
| 天津航空     | 天津、重庆、西安、青岛、阜阳、 呼和浩特 |
| 吉祥航空     | 重庆、贵阳、长沙、遵义、張家界、長春 |
| 乌鲁木齐航空 | 烏魯木齊、南充 |
| 河北航空     | 石家莊、南通、博鰲 |
| 春秋航空     | 石家莊、揭陽、淮安 |
| 首都航空     | 西安、海口、麗江 |
| 祥鹏航空     | 郑州、昆明、盐城 |
| 青島航空     | 煙台、贵阳、桂林 |
| 华夏航空     | 桂林、贵阳（部分經停畢節）、重庆（經停常德）、兴义（經停贵阳） |
| 重庆航空     | 重庆、哈尔滨 |
| 瑞丽航空     | 兰州、沈阳 |
| 西藏航空     | 重庆、铜仁 |
| 中国西部航空 | 重庆、郑州 |
| 北部湾航空   | 南宁 |
| 中国联合航空 | 鄂尔多斯（經停邯郸）、榆林（經停汉中）、包头（經停石家庄）、天津、珠海、昆明、广州、大连、成都/天府、长沙、遵义/新舟、深圳、汉中、太原、泸州、重庆、长春、佛山、北京/大兴（直飞或經停东营） |

### 港澳台/国际航线
| 航空公司     | 目的地                    |
| ------------ | ------------------------- |
| 中国国际航空 | 首尔/仁川、米兰           |
| 中国东方航空 | 罗马、马德里              |
| 長龍航空     | 东京/成田、卡利博、新加坡 |
| 上海航空     | 曼谷/蘇凡納布             |
| 國泰航空     | 香港                      |
| 澳門航空     | 澳門                      |
| 德威航空     | 首尔/仁川                 |
| 三佛齊航空   | 雅加达                    |

### 国际货运航线
| 航空公司     | 目的地             |
| ------------ | ------------------ |
| 中国东方航空 | 米兰、洛杉矶       |
| 中国邮政航空 | 东京               |
| 顺丰航空     | 大阪               |
| 天津货运航空 | 首尔               |
| 中州航空     | 马尼拉             |
| 圆通航空     | 河内、首尔、马尼拉 |

## 统计
| 运营年份（年） | 客运排名 | 旅客吞吐量（人次） | 同比增减% | 货运排名 | 货邮吞吐量（吨） | 同比增减% | 起降排名 | 起降架次（次） | 同比增减% |
| -------------- | -------- | ------------------ | --------- | -------- | ---------------- | --------- | -------- | -------------- | --------- |
| 2006           | 27       | 3,045,854          | 16.1      | 27       | 31,007.5         | 18.8      | 49       | 31,524         | 11.3      |
| 2007           | 29       | 3,587,940          | 17.8      | 27       | 37,357.8         | 20.5      | 30       | 34,762         | 10.3      |
| 2008           | 29       | 3,976,546          | 10.8      | 29       | 36,847.7         | -1.3      | 30       | 38,697         | 11.3      |
| 2009           | 28       | 4,821,527          | 21.2      | 30       | 44,326.0         | 20.3      | 31       | 44,800         | 15.8      |
| 2010           | 28       | 5,326,802          | 10.5      | 30       | 50,024.2         | 12.9      | 33       | 49,854         | 11.3      |
| 2011           | 29       | 5,598,674          | 5.1       | 30       | 48,997.2         | -2.1      | 34       | 49,995         | 0.3       |
| 2012           | 32       | 5,637,303          | 0.7       | 31       | 49,714.1         | 1.5       | 38       | 50,211         | 0.4       |
| 2013           | 31       | 6,595,929          | 17.0      | 31       | 59,787.1         | 20.3      | 35       | 58,867         | 17.2      |
| 2014           | 32       | 6,802,179          | 3.1       | 31       | 68,828.4         | 15.1      | 37       | 59,135         | 0.5       |

请参阅源Wikidata查询.

## 事件
2004年6月2日，一架沈阳飞往温州的空客A321降落在温州机场后，飞机前轮转向突然卡死，横在了跑道上。导致原本即将降落的深圳至温州ZH851航班无法顺利降落。最后机场人员使用大型拖车将飞机拉出。ZH851号航班随后也顺利降落。

## 外部連結
- 溫州龍灣國際機場（页面存档备份，存于）（简体中文）